# Кохадзе, Ираклий Константинович
Ираклий Константинович Кохадзе (род. 1929 или 1932, Тифлис) — советский футболист.

## Биография
Начинал заниматься футболом в своём родном городе. Был воспитанником футбольной школы 35 Минпроса Тбилиси. Начинал свою карьеру Кохадзе в дубле тбилисского «Динамо». Однако попасть в основной состав «бело-голубых» нападающий не смог.
С 1950 по 1952 годы Ираклий Кохадзе выступал в классе «А» советского футбола за команды «Торпедо» (Сталинград), «Спартак» (Тбилиси) и «Локомотив» (Москва). Всего в классе сильнейших он провёл 11 матчей, в которых забил 2 мяча.
Помимо этого, Ираклий играл за клубы «Красное Знамя» (Иваново) и «Металлург» (Днепропетровск), которые выступали в классе «Б» советского первенства.
Завершал свою карьеру футболист в «Горняке» из Кривого Рога.